# Karl Friedrich von Kübeck

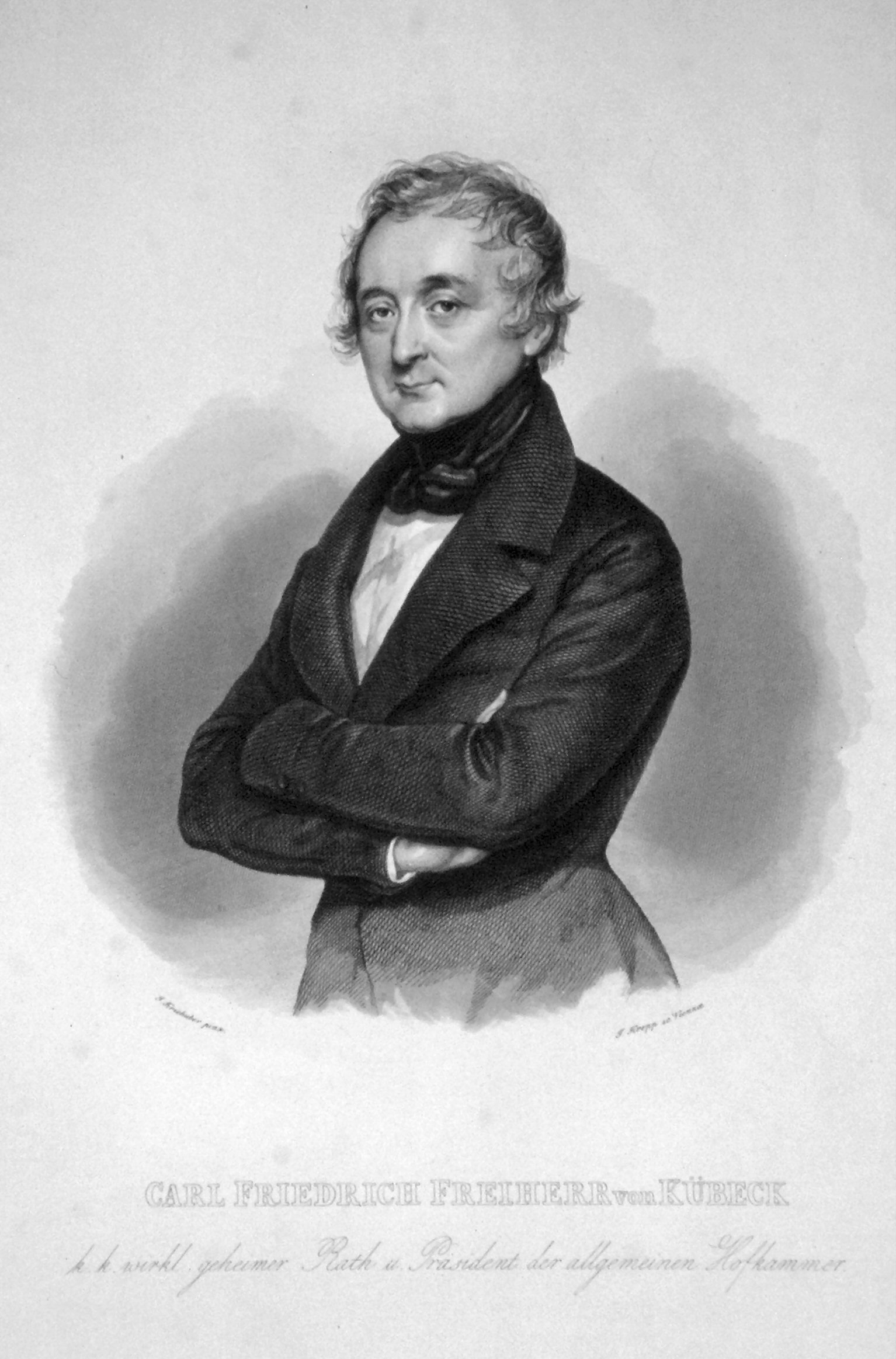
Karl Friedrich von Kübeck, omkring 1840.

Karl Friedrich Kübeck von Kübau, född den 28 oktober 1780 i Iglau, död den 11 september 1855 (av kolera) i Hadersdorf bei Wien, var en österrikisk friherre och statsman.
Kübeck var skräddarson från Mähren och blev 1814 referent för finansärenden i Österrikiska statsrådet och utarbetade samma år ett förslag till att sanera Österrikes finanser. Han medverkade också till att upprätta österrikiska nationalbanken (1818). År 1825 blev han friherre samt 1839 president i generalräkenskapsdirektoriet. 1840 blev han president i hovkammaren vilket innebar den högsta ledningen av finansförvaltningen. Han tog nu initiativ till de första järnvägsanläggningarna i Österrike (1841) och till uppkomsten av det österrikiska telegrafnätet (1846). Hans försök att minska den österrikiska statsskulden misslyckades. Under några veckor efter marsoroligheterna 1848 skötte han finansportföljen i Kolowrats ministär, men avgick sedan. Från november 1849 till hösten 1850 var han Österrikes främste representant i förbundskommissionen i Frankfurt och därefter, till 1855, president i det nyinrättade österrikiska statsrådet. I denna roll ledde han 1851 revisionen av 1849 års författning.